# Zavosse
Zavosse (biélorusse : Завоссе) est un village de la voblast de Brest, en Biélorussie, situé à une vingtaine de kilomètres au nord de Baranavitchy et environ 130 km au sud-ouest de la capitale Minsk.
La famille du poète polonais Adam Mickiewicz y possédait une ferme. C'est peut-être là (les sources ne permettent pas de l'établir formellement) que Mickiewicz est né le 24 décembre 1798.